# ITV Yorkshire
ITV Yorkshire tidligere kendt som Yorkshire Television eller YTV er en uafhængig britisk tv-kanal udsendt af ITV Broadcasting Limited, dækkende Yorkshires licensområde under ITVs netværk. Frem til 1974 omfattede det primært Yorkshires historiske county samt dele af de tilstødende counties der betjentes af Emley Moors Sendestation og Bilsdales Sendestation. Ved en omorganisering i 1974, udvidedes sendeområdet til Lincolnshire, det nordvestlige Norfolk og dele af Derbyshire samt Nottinghamshire som betjentes af Belmont Sendemast. Placeringen af sendemasten skabte dog sendingsproblemer for det nordlige Yorkshire, der blev betjent af Bilsdale Sendemast med udsending til Tyne Tees Television og så langt mod syd som til Harrogate. To konsortier ansøgte om sendelicens: Telefusion Yorkshire Ltd som fik stor økonomisk rygstøtte fra en virksomhed i Blackpool, og Yorkshire Independent Television der havde omfattende fremtidsplaner, men mindre økonomi.
Den 1. januar 2007 flyttede ITVplc sin produktion til ITV Studios Limited, hvilket medførte at Yorkshire Television Limited ophørte med sin forretningsdel på denne dato. Yorkshire Television Ltd eksisterer officielt fortsat, men licensen ejes og administreres nu af ITVplc under ITV Broadcasting Limiteds licensnavn (sammen med andre ITVplc-ejede rettigheder). YTV er af Companies House (sammen med en række andre ITV-firmaer) registreret som et såkaldt sovende firma.

## Tv-kanalens historie
Yorkshire Television opstod i 1967 i samme periode, hvor der skulle uddeles sendelicenser i den nordengelske region, som Granada Television og Associated Television (begge fra Manchester) havde besluttet at dele op i flere sendeområder. Man besluttede at Granada skulle beholde licensen i den nordvestlige del, mens resten skulle tildeles Yorkshire County. Den 28. februar 1967 satte Independent Television Authority annoncer i både regionale og nationale aviser, hvor man ledte efter ansøgere til kommende nye ITV-kontrakter, herunder kontrakten Programme Contractor for Yorkshire Area (Contract D) – All Week. Ved ansøgningsfristens udløb, havde man modtaget 10 officielle bud, mens et 11.- og mindre seriøst bud, Diddy TV, skabt af komikeren Ken Dodd, blev trukket tilbage.
Television Yorkshire Limited opbygget af Telefusion (ledet af G.E. Ward Thomas), blev den endelige vinder, men valgt på betingelse af, at det fusionerede med Yorkshire Independent Television skabt som et konsortium af lokalaviser (som Yorkshire Post Newspapers Ltd, Huddersfield Examiner og Scarborough Evening News) samt adskillige samvirker i området, eksempelvis fagforeninger universiteter. Sidstnævnte blev af dommerkomitéen vurderet til at have større talent, uden dog at have de fornødne økonomiske midler i sammenligning med Telefusion. Ved fusionen tog man navnet Yorkshire Television Network, men valgte i sidste øjeblik ”Network” fra, inden der skulle sendes første gang. Et par dage efter sejren, udtalte formanden Sir Richard Graham: ”Vi mener, vi har et særligt ansvar i at formidle (Yorkshire-)regionens styrker og kvaliteter til et voksent publikum, da vores lokalområde er ét af de mest befolkningstætte og vigtige udenfor London.
Tv-stationen begyndte sin sending den 29. juli 1968 fra sine nye studier på Kirkstall Road i Leeds. Selvom studierne fra starten var skabt til produktion af farve-tv og indeholdt udstyr for 2,2 mill pund, var størstedelen af de første udsendelser i sort-hvid, indtil ITV Network lancerede sin første farveudsendelse den 15. november 1969. Efter åbningsceremonien med Hertuginden af Kent, var første udsendelse en livedækning af en test cricket-kamp mellem England og Australien på Headingley Cricket Ground. De øvrige programmer, sendt på YTVs åbningsdag, var en regional nyhedsudsendelse Calender (første network-produktion), tv-teater-programmet Daddy Kiss It Better og et program med let underholdning First Night med Bob Monkhouse som vært.
Det gik økonomisk hårdt ud over stationen, da Emley Moor Sendemast kollapsede pga. is-ophobning i marts 1969, hvilket gjorde at regionen mistede signalet til såvel Yorkshire Television som til BBC Two. En midlertidig mast blev hurtigt rejst og tv til Yorkshires vestlige del genoptaget, omend med et reduceret budget. Men på trods af dette tilbageslag, voksede tv-stationen fortsat og havde i maj 1970 et overskud på mere end 689.000 £. Efter at have anvendt en række midlertidige master på Emley Moor, rejste man den nuværende sendemast (275m høj), som på ny begyndte at transmittere for hele YTV-regionen i 1971.
Ved introduktionen af UHF-signalet, lykkedes det ikke Yorkshire Television at få adgang til Binsdale Sendemasten i North Yorkshire, der i stedet blev givet til Tyne Tees Television, fordi mastens sendeområde overlappede med Teesside (med byen Middlesbrough) og County Durham. Dette var et hårdt slag for YTVs sendemonopol. Independent Broadcasting Authority besluttede derfor i 1974 at give YTV adgang til Belmont Sendemasten, der hidtil havde tilhørt Anglia Television. Selvom Belmont-området hovedsageligt var et landligt område, dækkede den også større byer som Hull, Grimsby, Scunthorpe og Lincoln, og det blev vurderet at regionen bedre kunne betjenes fra Leeds end Norwich.

## Trident Television
I august 1970 blev Yorkshire Television, af selskabet Trident Television Ltd (TTL), sammenlagt med Tyne Tees Television, idet det var meningen at selskabet skulle tage sig af problemerne med Bilsdale Sendemast og af sendetidsfordelingen. Oprindelig skulle Anglia Television have været med i sammenlægningen, deraf fusionsnavnet Trident Television, men i sidste ende kom fusionen alene til at bestå af YTV og TTT.
De to stationer blev fortsat drevet selvstændigt, og i 1981 gik Trident Television i opløsning, da ITV krævede at stationerne skulle have separate kontrakter ved fornyelsen i januar 1982. Aktierne fra det opløste selskab blev solgt, men TTL ejede stadigvæk tv-studierne og sendeudstyret, som det lejede ud til de respektive tv-stationer. Den 28. marts 1977 lancerede Yorkshire Television deres første programmer under morgen-tv-konceptet. Good Morning Calendar regnes som det første morgen-tv i Storbritannien, som blev sendt seks år før BBCs Breakfast Time, mens TTT næsten simultant sendte Good Morning North for seerne i den nordøstlige del af regionen. Begge tv-kanaler indstillede dog morgen-tv den 27. marts 1977, altså efter ni ugers udsendelser.

## 1980’erne
Den 9. august 1986 blev Yorkshire Television den første ITV-ejede virksomhed og den første britiske antennefjernsynskanal, der sendte 24 timer i døgnet, hvilket skete ved parallelt at sende fra den europæiske satellit-baserede tv-kanal Music Box i en prøveperiode på tre måneder med godkendelse af IBA. Denne parallelsending fortsatte indtil fredag 2. januar 1987, kort før Music Box ophørte med at sende som kanal, hvorefter YTV erstattede den med en 1-times tekst-tv-baseret Jobfinder-service om dagen suppleret af Through Till Three på torsdage, fredage og lørdage få måneder efter musik-kanalens nedlukning. 24-timers-sendingen blev genoptaget 29. Maj 1988.
I 1982 efter opløsningen af Trident Television sad Bass Brewery (fokus: bryggeri og fritid) på 20,93 pct. af aktierne i Yorkshire Television, men valgte at sælge dem i juli 1987, da firmaet vurderede, det ikke længere passede til tv-stationens profil. YTVs administrerende direktør udtalte ved den lejlighed: ”Vi er kede af at miste Bass som andelshaver, da de har været en stor støtte for Yorkshire Television.” Ved årets afslutning havde tv-stationen øget sin formue til 13,94 mio. £ og var en stor programforsyner til Channel 4. I marts 1988 Paul Fox forlod stillingen som administrerende direktør for at slutte sig til BBC efter at have brugt 15 år på YTV,, hvorefter den nye direktør, Paul Mckess, holdt én måned på posten. Ved den lejlighed udtalte en repræsentant fra YTV: ”Det hele kommer som en overraskelse for os, men vi tror ikke der er en sammenhæng mellem opsigelserne eller lignende.” Mckess blev erstattet som direktør af Clive Leach. Som forberedelse til ITVs nye tildeling af sendelicenser, begyndte virksomheden at skære i det økonomiske budget, hvilket bl.a. resulterede i 91 frivillige fratrædelsesgodtgørelser og færre programmer.

## 1990’erne og Yorkshire-Tyne Tees Television plc
Grundet en ændring af reglerne i 1992, valgte YTV og Tyne Tees at fusionere under navnet Yorkshire-Tyne Tees Television (YTTT) plc, og denne gang blev samarbejdet væsentligt mere omfattende end hidtil. Man startede ud med at skære i alt 292 stillinger væk; 3 fra salgsafdelingen i London, 115 fra Newcastle og 174 fra Leeds. Udsendelser der tidligere blev sendt i et bestemt tidsinterval på den enkelte af de to stationer, fik pludselig frekvensen ”speedet op” for at matche den station der var længst fremme med de nyeste afsnit. Således måtte Yorkshire Television skære hele 200 (endnu ikke sendte) afsnit væk af The Young Doctors få at nå samme niveau som Tyne Tees, og omvendt mistede TT to afsnit af Prisoner: Cell Block H og 50 afsnit af Blockbusters for at matche YTVs tempo. Også andre programmer blev ramt denne ”speed op”-effekt.
Den 6. december 1993 prøvede Granada Television, der sad på den nordvestlige regionslicens, at udføre en såkaldt fjendtlig overtagelse af London Weekend Television til en værdi af 600 mio. £, men LWT svarede igen ved at gå i dialog med Yorkshire Television og Scottish Television. Det forlød, at hvis LWT ville indgive bud på YTV, skulle det ske i alliance med Anglia Television, der på samme måde ville overtage Tyne Tees. Disse forhandlinger strandede dog endegyldigt 7. Januar 1994, da det viste sig umuligt at nå til en aftale om en kommende struktur for den nye fusion, der ville tilfredsstille alle parter; få dage tidligere havde Anglia TV reelt givet fusionen dødsstødet, og uden Anglia kunne LWT ikke komme videre.
I 1993 gik YTTTs indtægter ned med 15 mio. £ efter økonomiske uregelmæssigheder i annoncesalget, og "Laser Sales" overtog ansvaret for salgsafdelingen. Man mente at buddene var unaturligt høje, og tilsynskommissionen Independent Television Commission var tæt på at afskære YTTT i at byde yderligere ind på annoncer. Overbuddene havde medført så stort et underskud, at Clive Leach blev tvunget til at indgive sin afsked, og i stedet trådte YTVs grundlægger Ward Thomas endnu engang ind som formand. I 1996 havde Thomas fået rettet op på økonomien igen takket været nedskæringer i de forløbne tre år.
Bruce Gyngell, tidligere formand for morgen-tv-stationen TV-am, blev YTTTs administrerende direktør 15. maj 1995, og han foretog et kontroversielt skridt ved, den 2. september 1996, at promovere Yorkshire-Tyne Tees Television under navnet ”Channel 3”. Mens Yorkshire Television-delen fik en såkaldt glidende overgang til det nye, idet man fortsat benyttede Yorkshires chevron-logo og kaldte sig ”Channel 3 Yorkshire”, så gennemgik Tyne Tees Television en voldsom ændring og blev nu kaldt ”Channel 3 North East”. TTT-logoet blev kasseret og Tyne Tees reduceredes til noget sekundært.

## Granada plc og ITV plc
Den 26. juni 1997 erhvervede Granada Group plc (nu ITV plc) Yorkshire-Tyne Tees Television plc, og Granadas første handling var at droppe Channel 3-brandingen fra og med 9. marts 1998, selvom en parallel-branding med ”ITV”-navnet blev gennemført et år senere. I 1998 flyttede man ligeledes alle Granada-stationernes sendinger og daglige drift fra det nordligste England til Yorkshire, hvor man opbyggede Northern Transmission Centre. Dette center fungerede hovedsageligt som et automatisk server-baseret system, dækkende Det Engelsk-Skotske Grænseområde, Tyne Tees, Granada-området (Manchester) og Yorkshire. Den faste sending fra Leeds stoppede i oktober 2002, da en samlet og forenet sendingsafdeling for ITV1s engelske del blev flyttet til London News Networks studier. Der blev dog fortsat lavet sendinger fra Kirkstall Road Studios (ejet af Technicolor SA), og siden 2004 har centret også skaffet sendingsadgang for ITV Central.
Den 28. oktober 2002 blev Yorkshire Television relanceret som ”ITV1 Yorkshire”. Denne branding var især synlig inden den daglige sending af regionalprogrammer og varede frem til november 2006, hvor en ny rebranding fjernede YTVs lokale særpræg. Tv-stationens berømte chevron-logo kunne ses i programmer lavet af ITV Yorkshire indtil 31. oktober 2004, hvorefter alle programmer lavet af ITV-netværket i Leeds, fremover er tituleret ”ITV Studios”. ITV Yorkshire er desuden base for Shiver Productions. Sendelicensen for Yorkshire, tilhører nu ITV Broadcast Ltd, som er en del af ITVplc.